# Downbelow
Downbelow je česká indie rocková kapela z Frýdku-Místku, která vznikla v roce 1999 a během krátké doby se úspěšně se etablovala na alternativní hudební scéně.

## Historie
Fúze dvou frýdecko-frýdlantských studentských těles (45 a Webload) začala pod hlavičkou Downbelow oficiálně vystupovat na podzim roku 1999, kdy se jednotliví členové potkali na akademické půdě brněnských vysokých škol. První koncert odehráli 19. prosince 1999 v brněnském studentském klubu Green. 45 se tímto vystoupením rozloučili a spolu s frýdlatskými Webload se oficiálně rozpadli.

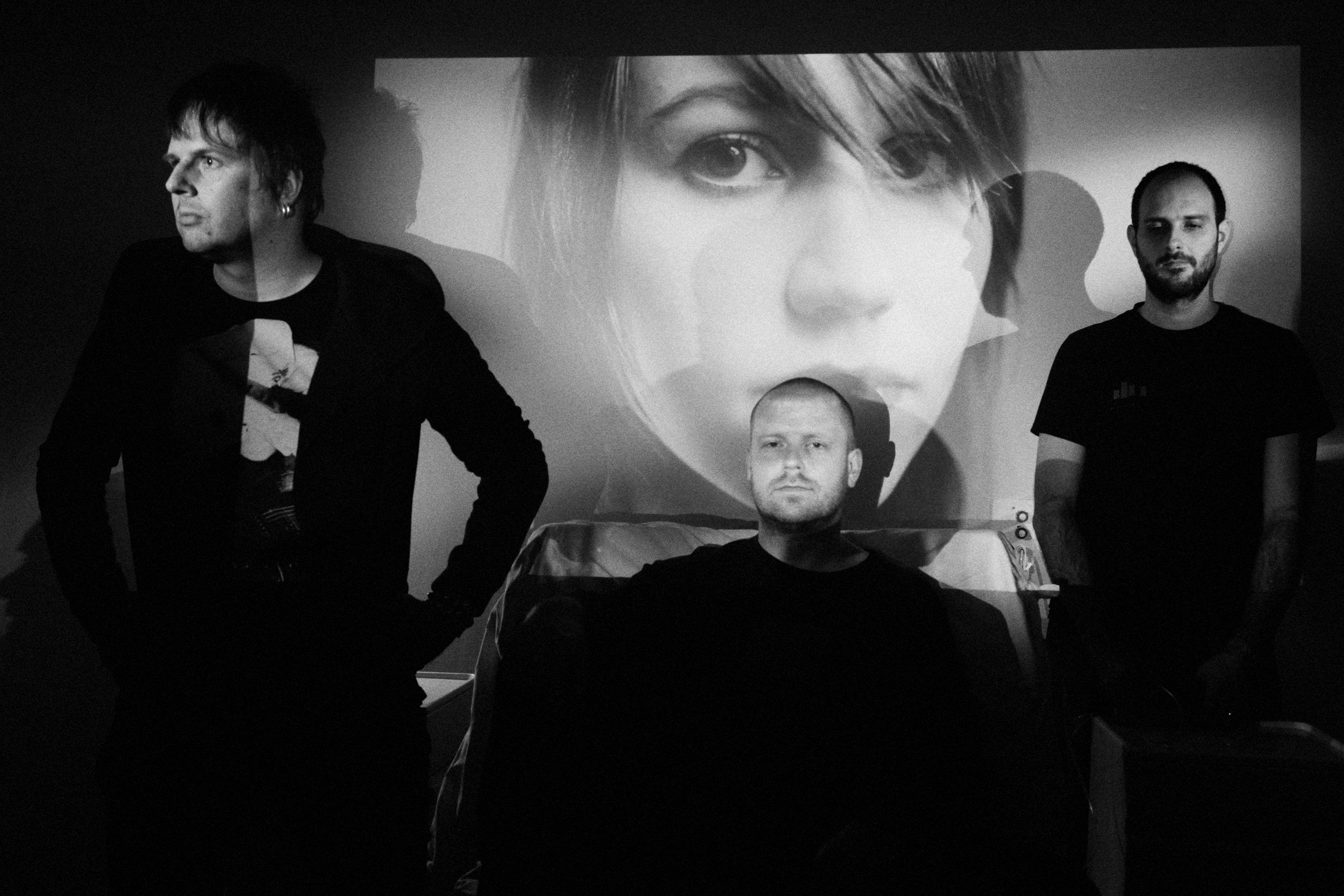
Downbelow

V létě roku 2000 pořídili svépomocí první demosnímek, který jim pomohl otevřít bránu velkých letních festivalů. První velký festival odehráli v létě 2001 v Králíkách, kde se jako hlavní hvězdy představili američtí Living Colour. Plodné období koncertů, festivalů a majálesů po celé republice udržovalo kapelu v tempu. Rodily se další písně, profiloval nový sound. Natočili dva videoklipy, které rotovaly v České televizi a na Óčku. Rok 2007 byl pro kapelu zlomový. Downbelow omezili koncertování – pracovalo se na debutové desce.
Energie bylo míň a míň. Nahrávání nové desky se neúnosně táhlo, pak na dlouhou dobu usnulo úplně. V únoru 2010 nastal zlom, když se společně ukázali na jednom pódiu se Sunshine. Měsíc, který intenzivně věnovali zkoušení, přinesl novou mízu do žil. Během týdne, kdy oprášili několik let starý program, vznikají paradoxně nové písně, které začaly opět bavit a naplňovat. To, co doposud nahráli, smazali. A s novým elánem se zavřeli do studia. Zrodil se most, který písně z dávné etapy spojil s novým výrazem kapely.

## Debut Roadside Traveler
V březnu 2011 vyšla deska Roadside Traveler ,, kterou pokřtil během společného koncertu Karel "Kay" Buriánek ze Sunshine. V průběhu podzimu 2011 kapela v rámci svého turné odehrála několik koncertů se spřízněnými Priessnitz.
V lednu 2012 kapela natáčí první videoklip k písni Street Seeker z desky Roadside Traveler. Pod režijním vedením Petra Hrubeše vzniká černobílý klip, který měl premiéru na portálu iDNES.cz .
Od debutového alba Roadside Traveler (2011) kapela propojuje hudbu s vizuální stránkou – koncerty doprovází autorské projekce basisty a zároveň fotografa a grafika Lukáše Horkého. Album Roadside Traveler, cyklus písní o bloudění nočním městem, je vizuálně ztvárněno originálními fotografiemi, které Lukáš vystavuje také jako samostatný cyklus.

## Other World
Na další nahrávce EP Other World (2013) s kapelou spolupracuje v roli producenta Amák (ex Sunshine). Zvuk je obohacen o klávesové smyčky a syntetické plochy, druhá kytara na koncertech se stává nezbytností. Other World je plné temných zvuků a naléhavých refrénů, ve kterých Downbelow vyprávějí příběhy o lásce, smíření i nenaplněné svobodě. Na EP hostuje např. Jaromír 99 (Priessnitz) nebo Niceland. „Když hráli Downbelow v Olomouci před Priessnitz, poslouchal jsem jejich muziku ze zákulisí. Napadlo mě, že by se tam hodily doprovodné vokály, takové plochy v pozadí. A tak jsem po koncertě řekl klukům, ať se při dalším nahrávání ozvou a něco zkusíme,“ říká o spolupráci s Downbelow Jaromír 99. Během natáčení Other World Jaromír 99 zrovna intenzivně zkoušel s Václavem Neckářem jeho nový koncertní program, ale přesto si našel čas a svým nezaměnitelným vokálem dal písni The Meaning Of It jedinečnou atmosféru.
Na jaře 2014 vydali nový remixový titul na dvojcédéčku. První disk obsahuje EP Other World, který vyšel v roce 2013 jen elektronicky, na druhém osm nových remixů, jejichž autory jsou členové kapel Priessnitz, Sunshine a další. Album provází videoklip Hundred Miles. Klip byl původně natočen ve spolupráci se spisovatelkou Sylvou Lauerovou pro mezinárodní knižní festival v Praze. Skladba Hundred Miles pochází z debutu kapely Roadside Traveler. Novou tvář ji dal Petr Kružík, kytarista jesenických Priessnitz, držitel Českého lva za hudbu k filmu Alois Nebel. „Hundred Miles je o komplikovanosti vztahů, které prožíváme. Film jsme původně točili jako reflexi na milostnou poezii. Během natáčení panovala zvláštní atmosféra. Celý štáb se choval víc než zodpovědně. Sylva sama v klipu tančí, připravoval ji choreograf Petr Horáček,“ říká režisér klipu a baskytarista Downbelow Lukáš Horký. Klip byl natáčen na klasickou filmovou surovinu. „Ta není zrovna levná. Až do vyvolání materiálu v laboratořích ČT jsme netušili, jaký bude výsledek. V té době vznikalo i debutové CD Downbelow a když se o něco později při koncertním turné film s úspěchem promítl coby videoklip k Hundred Miles, vše se symbolicky propojilo,“ dodává.
V roce 2016 Lukáš Horký a David Kopřiva experimentuje s komornějšími formami – mimo speciální akustický program koncertů také vytváří hudbu k divadelnímu představení Mezizemí, které živě doprovází. Ve třiceiminutovém představení si pohrávají s motivy písní Downbelow, ale je tam i zpěv, šepoty, různé ruchy…

## Decameron Locis
V osvědčené spolupráci s Amákem Downbelow vydali na jaře 2017 nové album Decameron Locis. Deset písní, deset příběhů, deset míst. Nová nahrávka frýdecko-místecké kytarovky má pozoruhodný koncept. V pozadí stojí z velké části osobní výpověď Lukáše Horkého – baskytaristy, textaře a fotografa, který ve své tvorbě přirozeně propojuje hudbu a vizuální umění. Album Decameron Locis představuje deset výletů do míst, z nichž každé je opředeno nějakým zásadním příběhem. Na webové stránce www.decameronlocis.com jsou postupně zveřejňovány příběhy, které stojí v pozadí všech písní. Zvukově se dá nahrávka popsat jako hřmotný a úderný návrat někam na pomezí 80. a 90. let, ovšem se současnějším zvukem.

## Obsazení
- David Kopřiva – kytara, zpěv
- Lukáš Horký – basová kytara
- Petr Fuciman – bicí